# Jablaniški potok
Jablaniški potok, tudi Jablanški potok je potok, ki nabira svoje vode v hribovju južno od Litije v bližini zaselka/naselja Jablaniški potok in je del porečja potoka Reka, ki teče skozi Šmartno pri Litiji in se pri Litiji kot desni pritok izliva v reko Savo. 
Jablaniški potok ima pritoka Brdski potok in Reka (ki ima štiri pritoke: Stamarica, Zglavnica, Lipjak in Bezgovica).